# Francesco Frigimelica il Vecchio
Francesco Frigimelica detto il Vecchio per distinguerlo dall'omonimo nipote (1570 circa – Belluno, dopo il 1649) è stato un pittore italiano attivo nel bellunese tra la fine del XVI secolo e il 1646.

## Biografia
Figlio di Pompeo, proveniva da una famiglia padovana che possedeva diversi beni a Camposampiero e nei dintorni. Probabilmente in giovane età si trasferì a Venezia e dal 1593 risulta iscritto alla fraglia dei pittori. L'anno successivo sposava Caterina Calatafi.
Nel 1596 viveva già a Feltre dove lavorò a diverse opere su commissione della Scuola di Santa Maria del Prato. Sul finire del secolo passò a Belluno, dove abitò sino alla morte.
Non si conosce alcuna opera del periodo veneziano dell'artista il quale, forse, decise di spostarsi nell'entroterra alla ricerca di uno spazio proprio, privo di concorrenza. Nei documenti è citato come "pittore veneziano" e questo appellativo gli diede certamente un certo prestigio, tant'è che, una volta a Belluno, ebbe un successo immediato e continuo: ci sono pervenute circa centocinquanta opere del Frigimelica distribuite, oltre che in provincia di Belluno anche a Serravalle e a Ceneda.
Pittori furono pure il figlio Pompeo e il nipote Francesco il giovane.

## Opere principali
- Raccolta della manna (1604) e quindici formelle coi misteri del Rosario che circondano la tela della Madonna del Rosario tra i Santi Domenico e Caterina, anime purganti e devoti (1608, chiesa di Santo Stefano a Belluno)
- San Nicola, Sant'Ambrogio, un santo cardinale e due devoti; Vergine col Bambino e San Rocco (1607, chiesa di San Giovanni Battista a Vittorio Veneto)
- Pala della crocifissione (1610, chiesa di San Marco nella certosa di Vedana)
- Pala di Sant'Antonio tra i Santi Margherita e Valentino (chiesa di San Simon a Vallada Agordina)
- Battesimo di Gesù (XV secolo, Venezia)
- Pala della Beata Vergine dei Battuti (1626, chiesa di San Giovanni Battista a Canale d'Agordo)
- ciclo della Vita di Maria Vergine della chiesa di Santa Maria Assunta a Sois
- L'annunciazione
- La Vergine (XVII secolo, chiesa di San Rocco a Sovramonte)
- Madonna del Rosario (chiesa arcidiaconale abbaziale ad Agordo)
- Madonna col Bambino, San Martino e San Vittore (olio su tela, chiesa parrocchiale di San Martino a Villapaiera di Feltre)
- Pala della Madonna Assunta fra i Santi Rocco e Sebastiano (chiesa di Castello Roganzuolo a San Fior di Treviso)
- Pala di San Nicola fra i Santi Giuseppe ed Elena (chiesa di Castello Roganzuolo a San Fior)
- Ultima cena (chiesa di Puos d'Alpago)
- Madonna con il bambino e San Giovanni Battista (pala d'altare 1640 ca., olio su tela, chiesa di San Pietro a Lamon)
- San Giovanni Evangelista tra San Silvestro e Sant'Antonio Abate e ai piedi Maria Maddalena recante un vaso unguentario (pala d'altare 1640 ca., olio su tela, chiesa di San Pietro a Lamon, rubata nella notte tra il 24-25 agosto 1979, non più ritrovata)
- Pala del Santissimo Sacramento, raffigurante la Madonna santissima del Carmese, san Joseff sposo della Madonna, san Francesco, san Sebastiano e sant'Agata (1640, era per la chiesa di Canale d'Agordo ma fu dispersa)
- Martirio di Santo Stefano (chiesa di Santo Stefano Protomartire a Farra di Soligo)